# Antalis pilsbryi
Antalis pilsbryi är en blötdjursart som först beskrevs av Rheder 1942.  Antalis pilsbryi ingår i släktet Antalis och familjen Dentaliidae. Inga underarter finns listade i Catalogue of Life.